# Złoto (singel)
Złoto – singel polskiego piosenkarza Mroza z jego szóstego albumu studyjnego, zatytułowanego Złote bloki. Singel został wydany 20 maja 2021.
Piosenka była nominowana do nagrody polskiego przemysłu fonograficznego Fryderyka w kategorii „utwór roku”.
Kompozycja znalazła się na 5. miejscu listy AirPlay – Top, najczęściej odtwarzanych utworów w polskich rozgłośniach radiowych. Nagranie otrzymało w Polsce status poczwórnie platynowego singla, przekraczając liczbę 200 tysięcy sprzedanych kopii.

## Geneza utworu i historia wydania
Utwór napisali i skomponowali Arkadiusz Sitarz, Łukasz Mróz, Piotr Rubik oraz Wiktor Koperski.
Singel ukazał się w formacie digital download 20 maja 2021 w Polsce za pośrednictwem wytwórni płytowej Universal Music Polska. Piosenka została umieszczona na szóstym albumie studyjnym Mroza – Złote bloki.
18 sierpnia 2022 singel został zaprezentowany telewidzom stacji TVN podczas koncertu #Zawsze razem na Top of the Top Sopot Festival 2022.
22 kwietnia 2022 singel został wykonany podczas gali Fryderyki 2022, emitowanej na żywo w TVN.
Piosenka uzyskała nominację do nagrody polskiego przemysłu fonograficznego Fryderyka w kategorii: „utwór roku”.

## „Złoto” w stacjach radiowych
Nagranie było notowane na 5. miejscu w zestawieniu AirPlay – Top, najczęściej odtwarzanych utworów w polskich rozgłośniach radiowych.

## Teledysk
Do utworu powstał teledysk w reżyserii Zuzanny Plisz, który udostępniono 21 maja 2021 za pośrednictwem serwisu YouTube.

## Lista utworów
- Digital download[4]

1. „Złoto” – 3:11

## Notowania

### Pozycje na listach airplay
| Kraj   | Lista             | Najwyższa pozycja |
| ------ | ----------------- | ----------------- |
| Polska | AirPlay – Top     | 5                 |
| Polska | AirPlay – Nowości | 2                 |

## Certyfikaty
| Kraj          | Certyfikat         | Sprzedaż |
| ------------- | ------------------ | -------- |
| Polska (ZPAV) | 4× platynowa płyta | 200 000+ |

## Wyróżnienia
| Rok  | Konkurs                  | Kategoria    | Rezultat    |
| ---- | ------------------------ | ------------ | ----------- |
| 2021 | Przebój roku RMF FM 2021 | Przebój roku | 17. miejsce |
| 2022 | Fryderyki 2022           | Utwór roku   | Nominacja   |